# Matt Campbell (Rennfahrer)

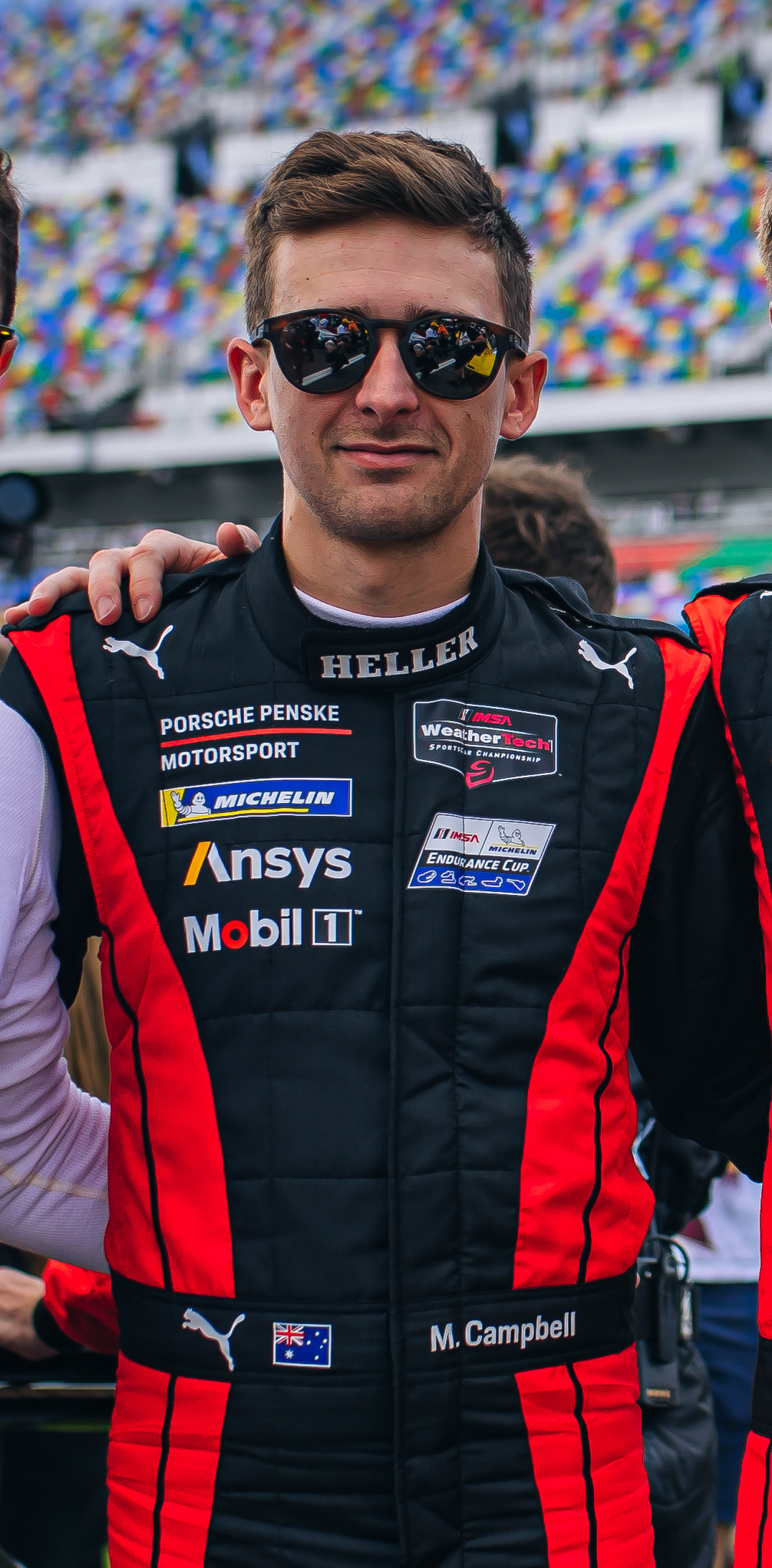
Matt Campbell 2024

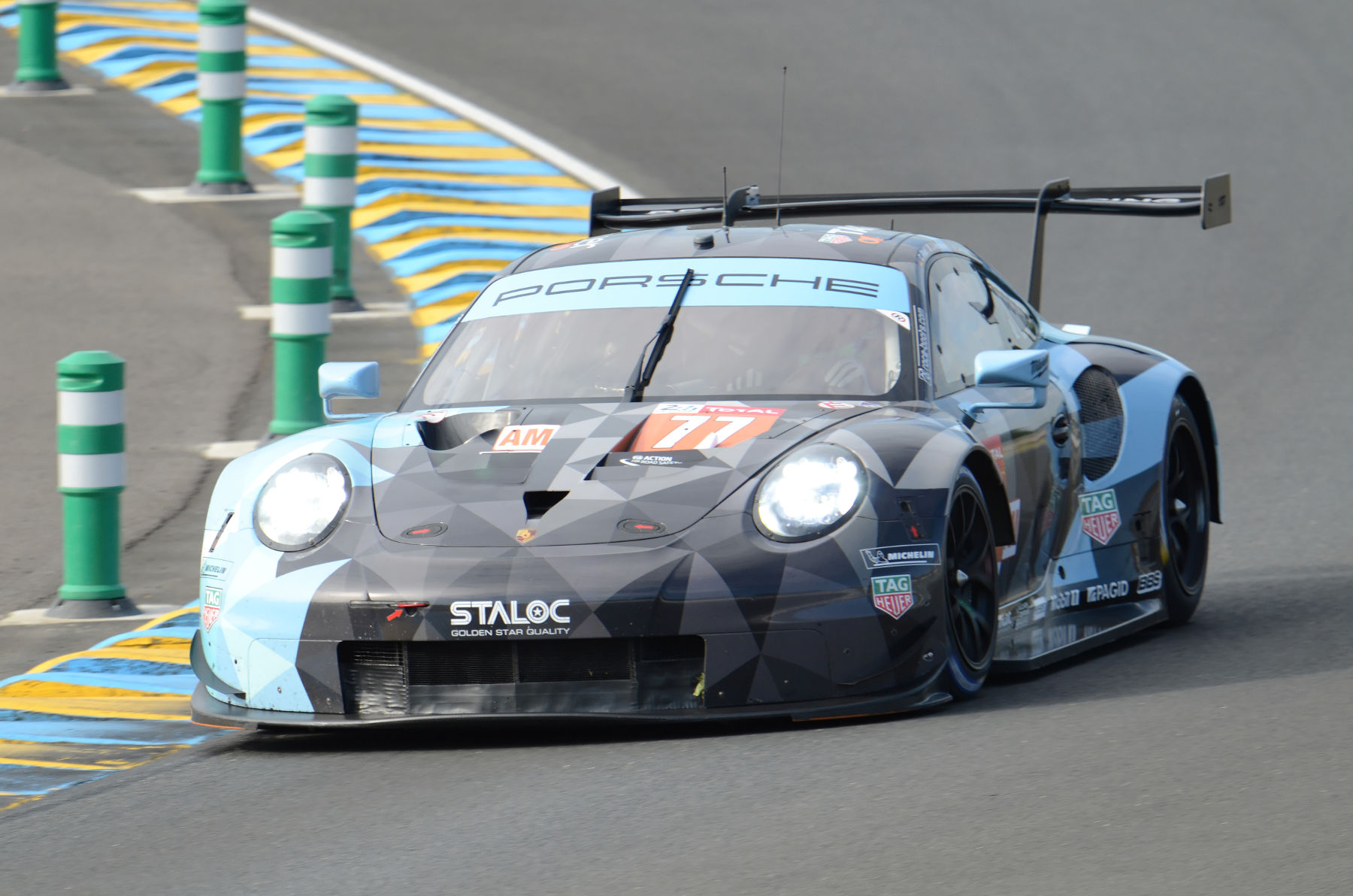
Der Porsche 911 RSR von Julien Andlauer, Christian Ried und Matt Campbell beim 24-Stunden-Rennen von Le Mans 2018

Matt Campbell (* 17. Februar 1995 in Warwick) ist ein australischer Autorennfahrer.

## Karriere als Rennfahrer

### Anfänge
Matt Campbell fuhr seine ersten Autorennen in seinem Heimat-Bundesstaat Queensland. Erwähnenswert sind seine Erfolge in der dortigen Formel-Ford-Meisterschaft, die er 2012 gewann, nachdem er 2011 Rang zwei erreicht hatte. Nach der Monopostophase ging er bei australischen Touren- und GT-Rennen an den Start. 2016 gewann er den australischen Porsche Carrera Cup und 2017 die GT3-Klassen beim 12-Stunden-Rennen von Bathurst.

### Werksfahrer bei Porsche
Ein großer Karrierefortschritt folgte 2018 mit der Aufnahme in den Werksfahrerkader von Porsche als Young-Professional-Fahrer. Campbell übersiedelte nach Nürtingen in Baden-Württemberg und bestritt die von Porsche für ihn vorgesehenen Rennen erfolgreich. Wie bei Nachwuchs-Werksfahrern üblich, platzierte ihn die Teamleitung bei unterschiedlichen Privatteams, damit er so viel Erfahrung wie möglich sammeln konnte. In der FIA-Langstrecken-Weltmeisterschaft startete er für Dempsey Proton Racing, im ADAC GT Masters und der VLN Langstreckenmeisterschaft Nürburgring für Frikadelli Racing sowie für Rowe Racing in der Blancpain GT Series. Dreimal bestritt er das 24-Stunden-Rennen von Le Mans, wo er 2018 gemeinsam mit Julien Andlauer und Christian Ried die LMGT-AM-Klasse gewann.
2021 ging Matt Campbell mit GPX Racing in der GT World Challenge Europe an den Start. Dort gewann er zusammen mit Mathieu Jaminet und Earl Bamber das 1000-km-Rennen von Paul Ricard.
Im Januar 2024 gewann er zusammen mit Felipe Nasr, Dane Cameron und Josef Newgarden für Porsche Penske Motorsport das 24-Stunden-Rennen von Daytona.
Beim 24-Stunden-Rennen von Le Mans 2025 kam er als Gesamtzweiter ins Ziel.

## Statistik

### Le-Mans-Ergebnisse
| Jahr | Team                      | Fahrzeug           | Teamkollege         | Teamkollege         | Platzierung             | Ausfallgrund |
| ---- | ------------------------- | ------------------ | ------------------- | ------------------- | ----------------------- | ------------ |
| 2018 | Dempsey Proton Racing     | Porsche 911 RSR    | Julien Andlauer     | Christian Ried      | Rang 25 und Klassensieg |              |
| 2019 | Dempsey Proton Racing     | Porsche 911 RSR    | Julien Andlauer     | Christian Ried      | Rang 34                 |              |
| 2020 | Dempsey-Proton Racing     | Porsche 911 RSR    | Riccardo Pera       | Christian Ried      | Rang 25                 |              |
| 2021 | Dempsey-Proton Racing     | Porsche 991 RSR-19 | Jaxon Evans         | Christian Ried      | Rang 31                 |              |
| 2022 | Proton Competition        | Porsche 911 RSR-19 | Michael Fassbender  | Zacharie Robichon   | Rang 51                 |              |
| 2024 | Porsche Penske Motorsport | Porsche 963        | Michael Christensen | Frédéric Makowiecki | Rang 6                  |              |
| 2025 | Porsche Penske Motorsport | Porsche 963        | Kévin Estre         | Laurens Vanthoor    | Rang 2                  |              |

### Sebring-Ergebnisse
| Jahr | Team                      | Fahrzeug           | Teamkollege    | Teamkollege         | Platzierung            | Ausfallgrund |
| ---- | ------------------------- | ------------------ | -------------- | ------------------- | ---------------------- | ------------ |
| 2021 | WeatherTech Racing        | Porsche 911 RSR-19 | Cooper MacNeil | Mathieu Jaminet     | Rang 8 und Klassensieg |              |
| 2022 | Pfaff Motorsports         | Porsche 911 GT3 R  | Felipe Nasr    | Mathieu Jaminet     | Rang 20                |              |
| 2023 | Porsche Penske Motorsport | Porsche 963        | Felipe Nasr    | Michael Christensen | Ausfall                | Unfall       |
| 2024 | Porsche Penske Motorsport | Porsche 963        | Felipe Nasr    | Dane Cameron        | Rang 3                 |              |
| 2025 | Porsche Penske Motorsport | Porsche 963        | Kévin Estre    | Mathieu Jaminet     | Rang 2                 |              |

### Einzelergebnisse in der FIA-Langstrecken-Weltmeisterschaft
| Saison  | Team                  | Rennwagen       | 1   | 2   | 3   | 4   | 5   | 6   | 7   | 8   |
| ------- | --------------------- | --------------- | --- | --- | --- | --- | --- | --- | --- | --- |
| 2018/19 | Dempsey-Proton Racing | Porsche 911 RSR | SPA | LEM | SIL | FUJ | SHA | SEB | SPA | LEM |
| 2018/19 | Dempsey-Proton Racing | Porsche 911 RSR | 24  | 25  | 17  | DNF | 21  | 20  | 25  | 34  |
| 2019/20 | Dempsey-Proton Racing | Porsche 911 RSR | SIL | FUJ | SHA | BAH | AUS | SPA | LEM | BAH |
| 2019/20 | Dempsey-Proton Racing | Porsche 911 RSR | 22  | 23  | 29  | 24  | 24  | 16  | 25  | 20  |
| 2021    | Dempsey-Proton Racing | Porsche 991 RSR | SPA | POR | MON | LEM | BAH | BAH |     |     |
| 2021    | Dempsey-Proton Racing | Porsche 991 RSR | DNF | DNF | 23  | 31  | 18  | 20  |     |     |
| 2022    | Proton Competition    | Porsche 911 RSR | SEB | SPA | LEM | MON | FUJ | BAH |     |     |
| 2022    | Proton Competition    | Porsche 911 RSR | 51  |     |     |     |     |     |     |     |
| 2024    | Penske Porsche        | Porsche 963     | KAT | IMO | SPA | LEM | SAO | AUS | FUJ | BAH |
| 2024    | Penske Porsche        | Porsche 963     | 3   | 3   | DNF | 6   | 3   | 7   | DNF | 2   |
| 2025    | Porsche Penske        | Porsche 963     | KAT | IMO | SPA | LEM | SAO | AUS | FUJ | BAH |
| 2025    | Porsche Penske        | Porsche 963     | 11  | 8   |     | 2   |     |     |     |     |